# Sociedade Independente de Comunicação
SIC (pełna nazwa – Sociedade Independente de Comunicação) – portugalska sieć telewizyjna i firma mediowa, która prowadzi kilka kanałów telewizyjnych. Ich sztandarowym kanałem jest tytułowa SIC, trzecia naziemna stacja telewizyjna w Portugalii, uruchomiona 6 października 1992 r. SIC jest własnością Impresa, portugalskiego konglomeratu mediowego.